# Castello di Gropparello
Das Castello di Gropparello ist eine mittelalterliche Höhenburg in der Gemeinde Gropparello in der italienischen Emilia-Romagna. Die Burg liegt auf einem ophiolithischen Felsen über einer Schlucht, auf deren Grund der Vezzeno-Bach fließt.
Die Burg ist Teil des Kreises der Associazione dei Castelli del Ducato di Parma, Piacenza e Pontremoli.

## Namensursprung
Ursprünglich hieß die Burg bis zum 19. Jahrhundert „Rocca di Cagnano“, ein aus dem Lateinischen abgeleiteter Name, der die Burg und das unmittelbar umgebende Territorium benannte. Im Gegensatz dazu bezeichnete das Toponym „Gropparello“ ursprünglich das gesamte, umgebende Territorium der Burg. Auch wenn das Toponym „Gropparello“ nicht direkt mit der Burg verbunden war, so verdankt es ihr doch seinen Ursprung: Es ist von der Wurzel „Grop“ abgeleitet, mit der die Bergformation bezeichnet wurde, auf der die Burg steht.

## Geschichte
Die Burg wurde um 789 auf den Fundamenten eines früheren römischen „Castrum“ erbaut, das aus dem 2. oder 3. Jahrhundert v. Chr. stammte und zur Verteidigung der Straße nach Veleia errichtet worden war. Im Jahre 810 (nach anderen Quellen im Jahre 780) gewährte Karl der Große die Rechtsprechung in der Gegend, in der die Burg stand, dem Bischof von Piacenza, Giuliano II. Im Jahre 840, am Ende eines Streites zwischen dem Domkapitel und dem Tisch des Bischofs von Piacenza, wurde die Burg vom damaligen Bischof von Piacenza, Seufredo II., letzterem zugesprochen.
1255 wurde die Burg im Umfeld des Streites zwischen Guelfen und Ghibellinen als guelfische Befestigung von den ghibellinischen Truppen von Oberto II. Pallavicino unter dem Kommando von Azzo Guidoboi erobert, nachdem dieser nach einer langen Belagerung das Niederreißen der Umfassungsmauer angeordnet hatte. Pallavicino war gezwungen, die Burg wegen der Fehden, die innerhalb der ghibellinischen Fraktion auftraten, fast ohne Verteidigung zurückzulassen. Dies erlaubte den Guelfen, die Festung zurückzuerobern, deren Verteidigungssysteme überholt und ausgebaut wurden. 1260 versuchte Oberto Pallavicino ein zweites Mal, die Burg zu einzunehmen, indem er gegen sie ein Heer von 400 Soldaten aus Piacenza und Cremona marschieren ließ. Die Schlacht zwischen den beiden Fraktionen, die den Namen „Schlacht der 400 Fußsoldaten“ nach der Zahl der eingesetzten Angreifer erhielt, endete mit dem Sieg der Guelfen, die auf verschiedene Männer zählen konnten, die aus Castell’Arquato kamen, und der fast vollständigen Vernichtung der Armee Pallavicinos: Die wenigen Überlebenden wurden nach Piacenza geführt, wo sie zum Tode durch Aufspießung auf dem Campo della Fiera verurteilt wurden.
Die Sage berichtet, dass in den letzten Jahren des 13. Jahrhunderts ‚‘Rosania Fulgosio‘‘, die Gemahlin des Feudalherrn der Burg, Pietrone da Cagnano, der von ihr mit Lancillotto Anguissola betrogen wurde, der während einer Abwesenheit des Burgherrn kurz die Burg eingenommen hatte, lebend in einem der Räume der Burg eingemauert wurde. Seit damals – so die Legende – geht ihr Geist im Inneren des Gebäudes um.
In den ersten Jahren des 14. Jahrhunderts sprach der Bischof von Piacenza, Filippo Fulgosio, die Burg seinen eigenen Erben zu. 1335, nach dem Ende der guelfischen Hegemonie über die Stadt Piacenza, war Fulgosio gezwungen, sich ins Innere der Festung zurückzuziehen. 1464 setzte der Herzog von Mailand, Francesco I. Sforza, der Herrschaft der Familie Fulgosio ein Ende und vergab die Burg an Galeazzo Campofregoso als Zeichen seiner Dankbarkeit für dessen Dienste für den Herrscher. 1471 wechselte die Burg, nachdem sie Teil der Mitgift von Lucretia, der Nichte von Galeazzo Campofregoso, war, erneut den Besitzer und ging in die Verantwortung von Pier Antonio Attendolo da Cotignola über.
Zwischen 1503 und 1508 gelangte die Burg durch Erbfolge in den Besitz von Carlo Borri aus Mailand, dem Schwager von Pier Antonio Attendolo da Cotignola, über, der nur den Nießbrauch des Gebäudes bis zu seinem Tod erhielt. Danach, als Pier Antonio Attendolo da Cotignola gegen die französische Regierung rebelliert hatte, fiel die Burg an Giovanni da Montechino, nur um später, 1518, vom Fiskus requiriert zu werden, nachdem Giovanni da Montechino einige fällige Zahlungen nicht geleistet hatte. Im Juni 1519 wurde die Burg unter die Aufsicht von G. Antonio de Turchis aus Novara gestellt. 1531 gelang es Camillo Borri, am Ende eines Gerichtsstreites gegen Gian Giacomo Anguissola, einem Nachfahren von Pier Antonio Attendolo da Cotignola, zu obsiegen. Die Burg blieb bis 1599 in den Händen der Erben der Borris, bis Camillo Borri das Anwesen an die herzogliche Liegenschaftsverwaltung der Farneses übergab. So gelangte die Burg direkt in die Hände des Herzogs von Parma und Piacenza, Ranuccio I. Farnese. Der Herzog entschied sich, die Festung Marcantonio Anguissola zuzuweisen, der auch den Titel eines Grafen von Gropparello erhielt und so Stammvater des Groparellozweiges der Familie Anguissola wurde, die das Eigentum an der Burg bis ins 19. Jahrhundert behielt, als die Familie durch den Tod von Gaetano Anguissola ohne Nachkommen ausstarb.
In den folgenden Jahren wurde die Burg zum Verkauf angeboten und durchlebte eine Zeit der Auflassung, worin sie auch für landwirtschaftliche Nutzung umgebaut wurde. Das Gebäude fiel an die Balduzzis und später, 1830, an Francesco Segadelli; 1845 gelangte es an die Familie Vallavanti, bis es 1869 Graf Ludovico Marazzani Visconti kaufte, der mit der Restaurierung den Architekten Camillo Guidotti beauftragte, der dafür bekannt war, dass er bereits den Dom von Piacenza und das Castello di Rezzanello restauriert hatte. Die Restaurierung folgte dem damaligen Zeitgeschmack und führte zum Einbau der für die Neugotik typischen Elemente.
Während des Zweiten Weltkrieges wurde die Burg im Zuge des Widerstandes der Partisanen von deutschen Truppen eingenommen, die dort wegen ihrer strategisch günstigen Lage an der Straße, die die Poebene mit den Ölquellen in Montechino verbindet, den Sitz der örtlichen SS etablierten.
Am Ende des Weltkrieges wurde die Festung erneut aufgelassen und blieb bis 1994 in schlechtem Erhaltungszustand; dann kaufte sie die Familie Gibelli, die sie in eine Wohnstatt für sich selbst umbaute und gleichzeitig die Nutzung durch verschiedene kulturelle Aktivitäten begann, wie geführte Touren und Spiele für Kinder, wie den Märchenpark, einleitete.

## Beschreibung

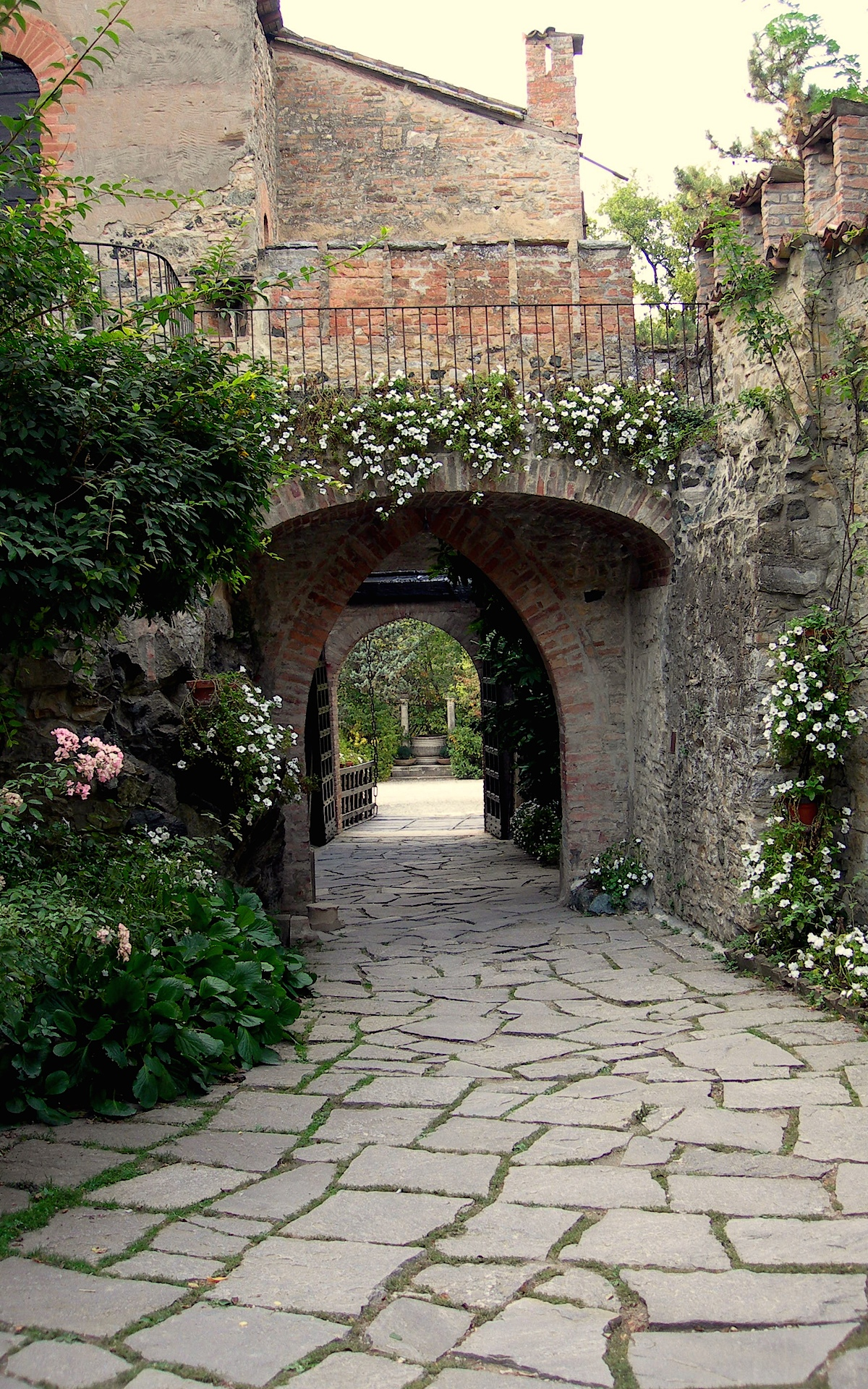
Der Ehreneingang

Die Burg zeigt eine Mischung von Elementen verschiedener geschichtlicher Perioden, die nach und nach das ursprüngliche Aussehen des Komplexes verändert haben. Dies zeigt sich besonders deutlich in der Verteilung der Baukörper auf dem Grundriss, die aber alle den strengen Baustil eines Verteidigungsgebäudes gemeinsam haben. Der Komplex ist durch einen unregelmäßigen Grundriss gekennzeichnet, der neben den unterschiedlichen Bauzeiträumen der Gebäude auch auf die morphologischen Eigenschaften des Geländes zurückzuführen ist.

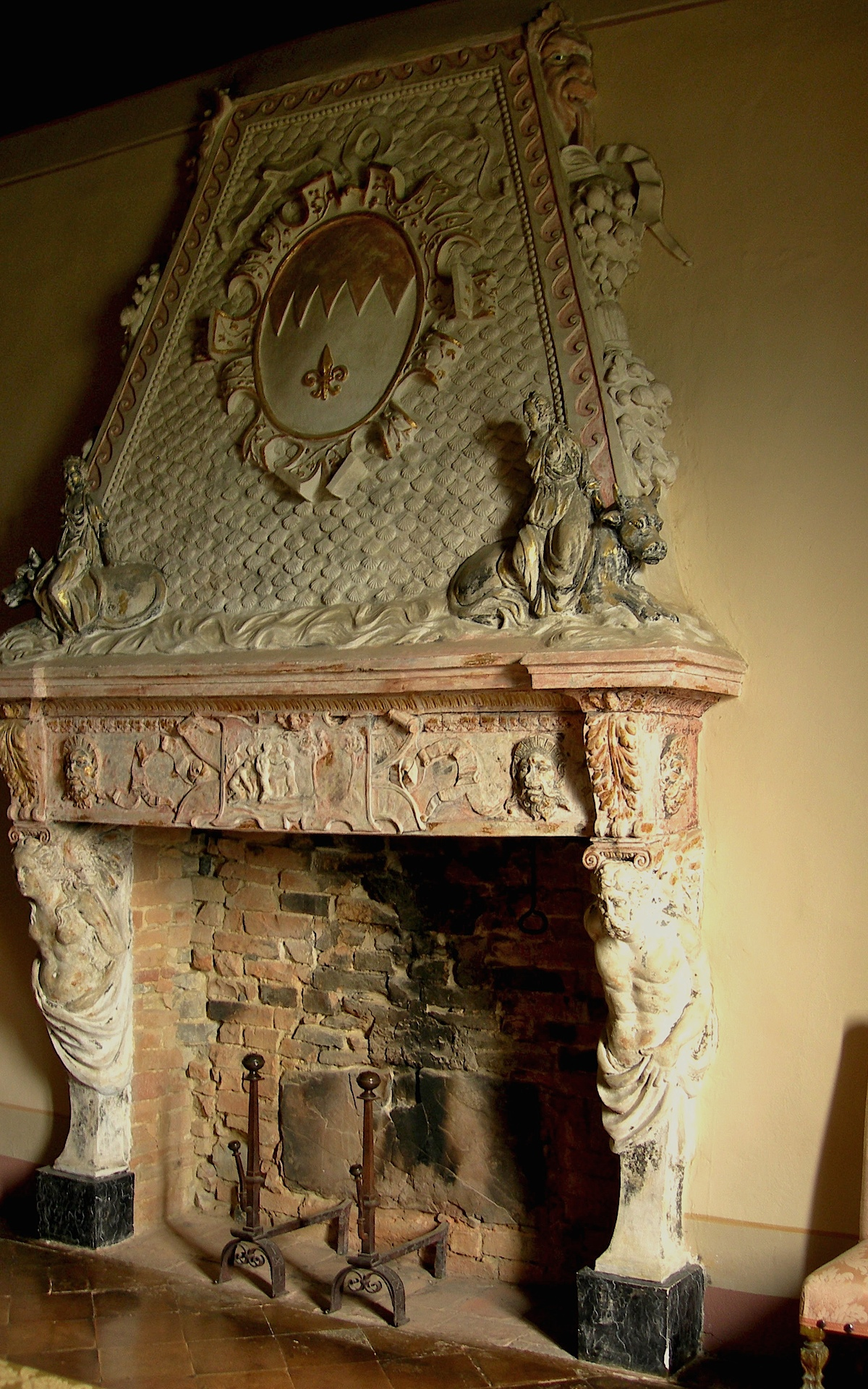
Der offene Kamin

In der Mitte des Komplexes steht der Bergfried mit rechteckigem Grundriss, der aus der Zeit zwischen dem 11. und 12. Jahrhundert stammt. Er hat drei Stockwerke und oben befindet sich eine Terrasse, von der aus die feindlichen Truppenbewegungen beobachtet werden konnten. Gegenüber des Bergfriedes liegt ein Turm mit quadratischem Grundriss und guelfischen Zinnen. Die beiden Türme sind miteinander durch den Mittelbau der Burg verbunden, auf dem sich weitere zwei Türme erheben: Ein großer Rundturm mit hervorstehendem Aufsatz und der große Eingangsturm mit einer Höhe knapp über der der Umfassungsmauer und mit Zinnen versehen. Diese Gebäude sind von einem ersten Mauerring umgeben, dessen Zinnen denen auf dem quadratischen Turm entsprechen.
In das Hauptgebäude der Burg, das im 15. Jahrhundert mit neuen Fassaden versehen wurde, gelangt man über eine Treppe mit zwei symmetrischen Rampen. Im ersten Obergeschoss liegen der Waffensaal, der Speisesaal mit einem offenen Kamin aus dem 16. Jahrhundert in italienischem Stil, der mit Themen aus der klassischen Mythologie dekoriert ist, unter denen der Raub der Europa auf dem Architrav hervorsticht, ein kleiner Konversationssalon, die Alkovenschlafkammer, die später in ein Musikzimmer umgebaut wurde, und ein Studio.

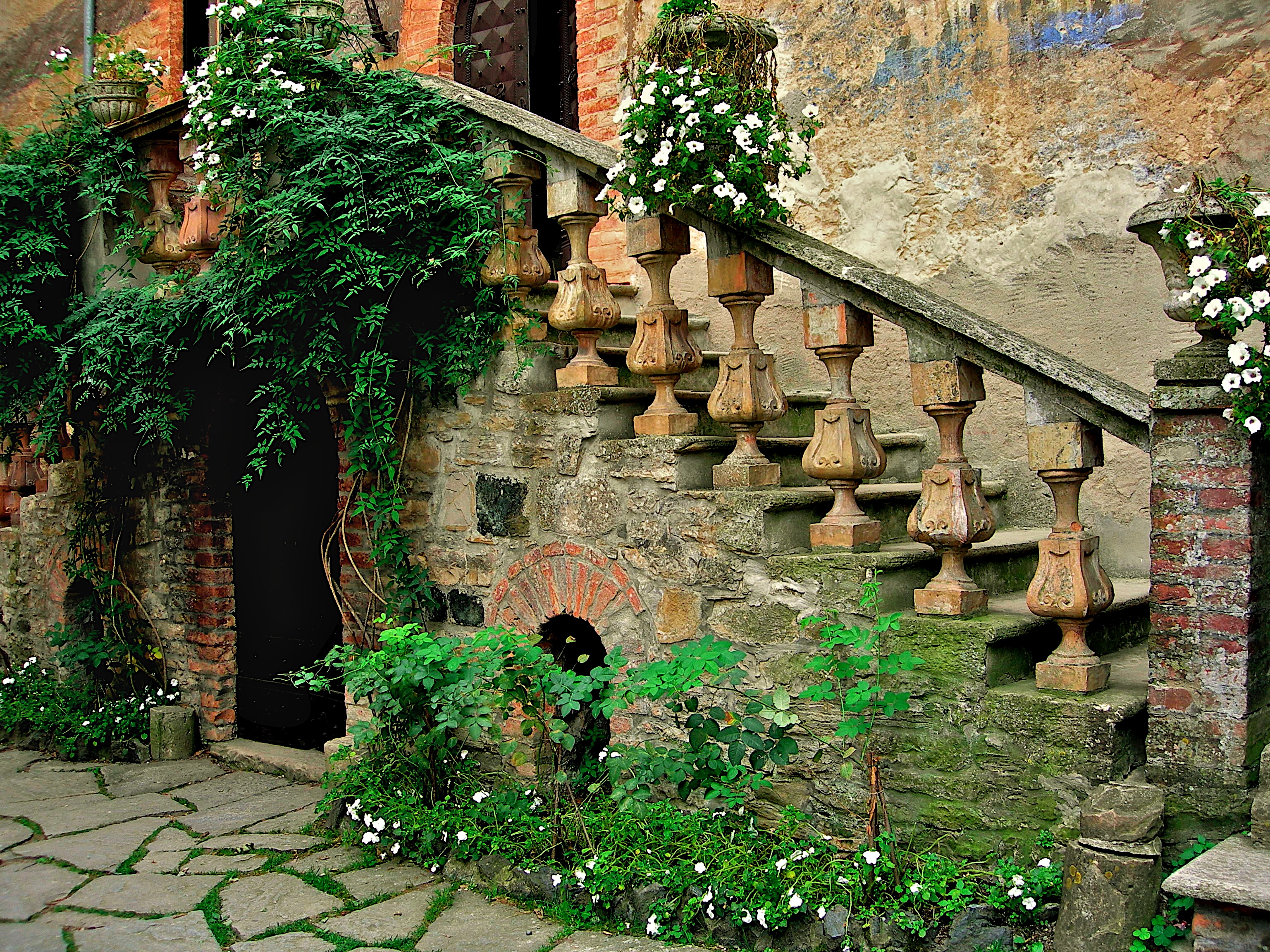
Die Treppe zum ersten Obergeschoss

Sowohl das oberste Stockwerk als auch das Souterrain beherbergen dagegen Räume für die Dienerschaft: Im oberen Stock liegt ein Getreidespeicher für Lebensmittel, wogegen sich im Untergeschoss, das direkt in die Felsen an der Basis der Burg eingehauen ist, die Küchen und das Eishaus befinden.
Den Zugang ins Innere der Burganlage vermitteln zwei Durchgänge mit Rundbögen, der eine nur für Fußgänger, der andere auch für Wagen; beide waren ursprünglich mit Zugbrücken versehen, die einen trockenen Burggraben überspannten, der den Komplex auf drei Seiten umschloss. Der gesamte Komplex wird schließlich durch einen zweiten Mauerring abgeschlossen, der auch einen großen Hof von unregelmäßiger Form einschließt. Oben auf dem gesamten zweiten Mauerring verläuft ein Wehrgang.

### Der Park
Die Burg wird von einem Park umschlossen, der sich über etwa 20 Hektar ausdehnt und von Wegen durchzogen ist, die kleine Gärten und Lichtungen miteinander verbinden, in denen es hundertjährige Bäume gibt. Verschiedene Teile des Parkes, von der Nachbarschaft des Bachlaufes des Vezzeno bis in die Nähe der Burg, sind mit terrassierten Gärten ausgestattet, die mit Rosen bepflanzt sind und das „Museum der aufgehenden Rose“ beherbergen, wo man insgesamt etwa 1200 Rosen, aufgeteilt auf 125 verschiedene Arten, findet, die je nach den biologischen Eigenschaften der Art unterschiedliche Positionen im Park einnehmen.
Im Park ist auch der „Märchenpark – erster Emotionspark von Italien“ untergebracht. Dies ist ein didaktischer Park mit mittelalterlichen Themen, der den Kindern vorbehalten ist, die – geführt von Figuren in Kostümen – an einem Abenteuer zu einem phantastischen Thema teilnehmen können.

## Die Burg in Film und Fernsehen
In der Burg wurde 2008 der Kurzfilm La fuga di Rosania gedreht, inspiriert von der Figur der Rosania Fulgosio und unter der Regie von Giuseppe Zironi, Karikaturist und Regisseur aus der Emilia-Romagna; er wurde im selben Jahr auf dem Reggio Film Festival vorgestellt.